# Edward Crouch
Edward Crouch (* 9. November 1764 bei Highspire, Dauphin County, Province of Pennsylvania; † 2. Februar 1827 ebenda) war ein US-amerikanischer Politiker. Zwischen 1813 und 1815 vertrat er den Bundesstaat Pennsylvania im US-Repräsentantenhaus.

## Werdegang
Edward Crouch besuchte die öffentlichen Schulen seiner Heimat. Im Alter von 17 Jahren nahm er als Soldat an der Endphase des Unabhängigkeitskrieges teil. Im Jahr 1794 kommandierte er eine Kompanie bei der Niederschlagung der Whiskey-Rebellion. Ansonsten arbeitete er im Handel. Politisch wurde er Mitglied der Ende der 1790er Jahre von Thomas Jefferson gegründeten Demokratisch-Republikanischen Partei. In den Jahren 1804 bis 1806 saß er als Abgeordneter im Repräsentantenhaus von Pennsylvania. Im Jahr 1813 wurde er Richter im Dauphin County, was auf ein früheres Jurastudium schließen lässt. Dieses Amt bekleidete er nur für wenige Monate bis zu seiner Wahl in den Kongress.
Nach dem Rücktritt des Abgeordneten John Gloninger wurde Crouch bei der fälligen Nachwahl im dritten Distrikt seines Staates als dessen Nachfolger in das US-Repräsentantenhaus in Washington, D.C. gewählt, wo er am 12. Oktober 1813 sein neues Mandat antrat. Da er im Jahr 1814 auf eine weitere Kandidatur verzichtete, konnte er bis zum 3. März 1815 nur die laufende Legislaturperiode im Kongress beenden. Diese Zeit war von den Ereignissen des Britisch-Amerikanischen Krieges geprägt.
Nach dem Ende seiner Zeit im US-Repräsentantenhaus zog sich Edward Crouch wieder aus der Politik zurück. Er starb am 2. Februar 1827.